# Marco Mendoza
 (mars 2019).
Si vous disposez d'ouvrages ou d'articles de référence ou si vous connaissez des sites web de qualité traitant du thème abordé ici, merci de compléter l'article en donnant les références utiles à sa vérifiabilité et en les liant à la section « Notes et références ».
[réf. nécessaire]

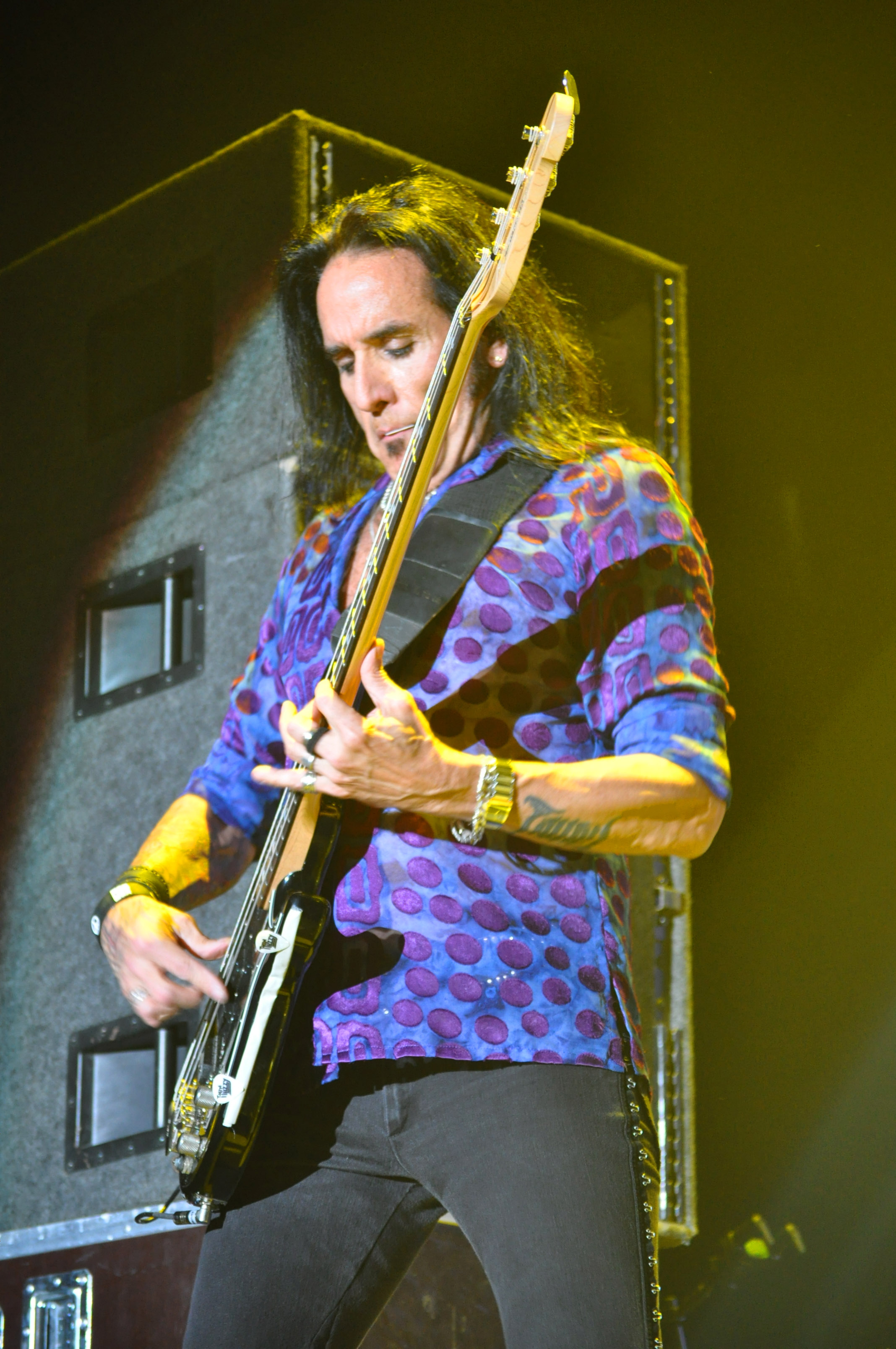
Marco Mendoza avec Thin Lizzy à Tours en 2011.

Marco Mendoza (né le 3 mai 1963  à San Diego, Californie) est un bassiste américain. Il a notamment joué avec le groupe Soul SirkUS, avec Neal Schon, Virgil Donati Whitesnake... Jadis membre de Thin Lizzy, il est devenu le  bassiste de
The Dead Daisies.
Il pratique le hard rock et le heavy metal, joue de la basse et de la guitare.
Il a débuté en 1990 e enregistre chez Frontiers Records.

## Source
- (en) Cet article est partiellement ou en totalité issu de l’article de Wikipédia en anglais intitulé « Marco Mendoza » (voir la liste des auteurs).